# Masicera dumetorum
Masicera dumetorum là một loài ruồi trong họ Tachinidae.